# Kabinett Ludovic Orban I
Das Kabinett Ludovic Orban I war die von Ludovic Orban am 4. November 2019 gebildete Regierung Rumäniens. Am 5. Februar 2020 wurde sie per Misstrauensvotum abgewählt und am 14. März 2020 aufgelöst. Es folgte das aus den identischen Ministern bestehende Kabinett Ludovic Orban II.

## Geschichte
Am 10. Oktober 2019 wurde die Regierung unter Ministerpräsidentin Viorica Dăncilă vom Parlament per Misstrauensvotum abgewählt. Bis zur Amtsübernahme einer neuen Regierung führe Dăncilă die Geschäfte kommissarisch weiter. Mit der Bildung eines neuen Kabinetts beauftragte Staatspräsident Klaus Johannis am 15. Oktober 2019 den PNL-Vorsitzenden Ludovic Orban. Am 4. November 2019 wurde er zum Ministerpräsidenten Rumäniens gewählt. Mit 240 Stimmen billigte das Parlament das neue Kabinett. Das waren sieben Stimmen mehr als erforderlich. Die Minderheitsregierung ist für kommende Gesetzesinitiativen auf die Unterstützung anderer Parlamentsparteien angewiesen.
Anfang Februar 2020 stürzte die Regierung über ein Misstrauensvotum der PSD. Staatspräsident Klaus Iohannis beauftragte drei Wochen nach dem Sturz der Regierung den Finanzminister Florin Cîțu mit der Bildung einer neuen Regierung. Der designierte rumänische Ministerpräsident Florin Cîțu zog jedoch am 12. März 2020 wenige Stunden vor der Parlamentsabstimmung seine Kandidatur zurück.
Am 14. März 2020 hat das Parlament in einem Schnellverfahren der alten und neuen Regierung unter Premier Ludovic Orban das Vertrauen ausgesprochen. Mit 286 Stimmen billigte das Parlament das neue Kabinett. Es gab 23 Nein-Stimmen.

## Zusammensetzung
Das Kabinett besteht aus 18 Mitgliedern.
| Ministerpräsident                    |  | Ludovic Orban     | PNL       | 4. November 2019 | amtierend |
| Stellvertretende Ministerpräsidentin |  | Raluca Turcan     | PNL       | 4. November 2019 | amtierend |
| Außenminister                        |  | Bogdan Aurescu    | Parteilos | 4. November 2019 | amtierend |
| Verteidigungsminister                |  | Nicolae Ciucă     | Parteilos | 4. November 2019 | amtierend |
| Justizminister                       |  | Cătălin Predoiu   | PNL       | 4. November 2019 | amtierend |
| Finanzminister                       |  | Florin Cîțu       | PNL       | 4. November 2019 | amtierend |
| Umweltminister                       |  | Costel Alexe      | PNL       | 4. November 2019 | amtierend |
| Minister für Wirtschaft und Energie  |  | Virgil Popescu    | PNL       | 4. November 2019 | amtierend |
| Innenminister                        |  | Marcel Vela       | PNL       | 4. November 2019 | amtierend |
| Gesundheitsminister                  |  | Victor Costache   | PNL       | 4. November 2019 | amtierend |
| Landwirtschaftsminister              |  | Adrian Oros       | PNL       | 4. November 2019 | amtierend |
| Arbeitsminister                      |  | Violeta Alexandru | PNL       | 4. November 2019 | amtierend |
| Verkehrsminister                     |  | Lucian Bode       | PNL       | 4. November 2019 | amtierend |
| Ministerin für Bildung und Forschung |  | Monica Anisie     | PNL       | 4. November 2019 | amtierend |
| Arbeitsminister                      |  | Ion Ștefan        | PNL       | 4. November 2019 | amtierend |
| Minister für Kultur                  |  | Bogdan Gheorghiu  | PNL       | 4. November 2019 | amtierend |
| Jugend- und Sportminister            |  | Ionuț Stroe       | PNL       | 4. November 2019 | amtierend |
| Minister für europäische Fonds       |  | Ioan-Marcel Boloș | PNL       | 4. November 2019 | amtierend |